# Горы Грам
Горы Грам (лат. Gram Montes) — горная цепь на Титане, самом крупном спутнике Сатурна. Длина — 260 км, вытянута с запад-северо-запада на восток-юго-восток. Находится в пределах светлой местности Адири; координаты центра — 9°54′ ю. ш. 152°06′ в. д. / 9,9° ю. ш. 152,1° в. д.
Горы Грам соседствуют с несколькими другими горными цепями, идущими приблизительно параллельно им: на севере расположены горы Эхориат, на северо-западе — горы Мерлок, на юге и юго-востоке — два безымянных (на 2014 год) хребта, причём последний продолжает горы Грам. Западный конец горной цепи Грам окружён полем дюн, известным как волны Нота. Кое-где они заходят в разрывы этой цепи.
Горы Грам были обнаружены на радиолокационных снимках космического аппарата «Кассини», заснявшего эту область 28 октября 2005 года. Как и другие горы, на радарных изображениях они выглядят ярче окружающей местности. Названы именем вымышленной горы Грам из легендариума Дж. Р. Р. Толкина. Это название было утверждено Международным астрономическим союзом 5 декабря 2011 года.